# 岡山県立岡山芳泉高等学校
岡山県立岡山芳泉高等学校（おかやまけんりつ おかやまほうせんこうとうがっこう）は、岡山県岡山市南区芳泉に所在する高等学校。岡山五校の一つ。

## 沿革
- 1974年（昭和49年) 
  - 1月1日 - 岡山県立岡山芳泉高等学校創立。開校時の住所は岡山市当新田51-1であった。校名は一般公募で193通の中から選ばれた[1]。
  - 4月1日 - 開校[1]。
  - 4月8日 - 第1回入学式挙行[1]。
  - 4月22日 - 開校記念式典挙行[1]。
- 1977年（昭和52年）3月31日 - 体育館完成。
- 1979年（昭和54年）5月31日 - 生徒会館（芳友会館）完成。
- 1980年（昭和55年）3月31日 - 第4号棟完成。これを持って校舎が全て完成する。
- 1983年（昭和58年）11月18日 - 創立10周年記念式典挙行。
- 1993年（平成5年） 11月12日 - 創立20周年記念式典挙行。
- 1997年（平成9年）- マスコットキャラクター「笹太郎」が誕生する。
- 1999年（平成11年）4月1日 - 普通科岡山学区総合選抜制度が廃止となり、学区制単独選抜に移行する。
- 2001年（平成13年）4月1日 - 同年入学者より新制服へ変更。男女ともにブレザーの制服となる。
- 2002年（平成14年）4月1日 - 進学重視型単位制、および二学期制導入。
- 2003年（平成15年） 11月15日- 創立30周年記念式典挙行。
- 2013年（平成25年）11月8日 - 創立40周年記念式典挙行。
- 2015年（平成27年）1月31日 - 住所表記が当新田から現在の芳泉になる[2]。
- 2023年（令和5年）11月10日 - 創立50周年記念式典挙行。

## 部活動・同好会
運動部
- 野球
- サッカー
- 陸上競技
- ハンドボール
- テニス
- ソフトテニス
- バドミントン
- バスケットボール
- バレーボール
- 卓球
- 新体操
- 柔道
- 剣道
- 弓道
- 水泳
- 応援団

文化部
- 放送文化
- サイエンス
- 美術
- 書道
- 棋道
- 吹奏楽
- 管弦楽
- ダンス
- クッキング
- 茶道
- 合唱
- ESS
- 文芸
- 演劇
- 新聞
- 軽音楽
- JRC（同好会）

## アクセス
- 両備バス・岡電バス 「芳泉高入口」徒歩６分
- JR宇野線　備前西市駅自転車10分

## 著名な出身者

### 学問
- 鷲江義勝 - 同志社大学法学部教授
- 影山貴彦 - 同志社女子大学学芸学部教授　元毎日放送プロデューサー
- 井藤公量 - 岡山大学法科大学院教授

### 文化・芸能
- 有森博 　- ピアニスト
- 吉岡弘行 - 作曲家
- 石田敦子 - 毎日放送元アナウンサー
- 浅越ゴエ - タレント（ザ・プラン9）。在学中、「第11回全国高等学校クイズ選手権」（日本テレビ系）の全国大会に出場。
- 坂手洋二 - 劇作家
- 井上勝弘 - NHKプロデューサー
- 徳永圭一 - NHKアナウンサー
- 西野友子 - フリーアナウンサー
- 河原祥子 - フリーアナウンサー
- 岸本尚毅 - 俳人
- 森気楼 - イラストレーター
- 岡咲美保 - 声優
- 春木開 - YouTuber

### スポーツ
- 坪井遥司 - フィギュアスケート選手
- 田口節子 - 競艇選手（中退）

### その他
- 藤原章夫（6期） - 文部官僚。文部科学事務次官
- 村中健一 - 大蔵・財務官僚。名古屋国税局長、横浜税関長
- 森本登志男（5期） - 元佐賀県最高情報統括監(CIO)